# Emma Barrett
Emma Barrett   (Nova Orleans, 25 de març de 1897 - Metairie, 28 de gener de 1983) va ser una pianista i cantant de jazz autodidacta estatunidenca que va treballar amb l'Original Tuxedo Orchestra entre 1923 i 1936, primer amb Papa Celestin, després amb William Ridgely. També va treballar amb Armand Piron, John Robichaux, Sidney Desvigne i la Preservation Hall Jazz Band.

## Biografia
Va néixer el 25 de març de 1897 a Nova Orleans, Louisiana. El seu pare era el capità William B. Barrett. Als set anys va començar a tocar el piano. A principis de la dècada de 1920, Barrett es va unir a l'Orquestra de Jazz Original Tuxedo, d'Oscar Celestin. El 1928, quan la banda de Celestin es va separar, va tocar música de manera intermitent amb la Tuxedo Jazz Orchestra, de Bebe Ridgeley, durant els següents deu anys.
El 1947 va acceptar una feina estable a Happy Landing, un club local de Pecaniere, Luisiana, però va ser el seu debut en la gravació el 1961, amb el seu propi àlbum de la sèrie Riverside Records New Orleans: The Living Legends, el que li va portar el reconeixement. Tot i que la majoria de les cançons de l'àlbum eren instrumentals, d'altres presentaven la veu de Barrett que les notes d'àlbum descrivien com les seves primeres gravacions com a vocalista.

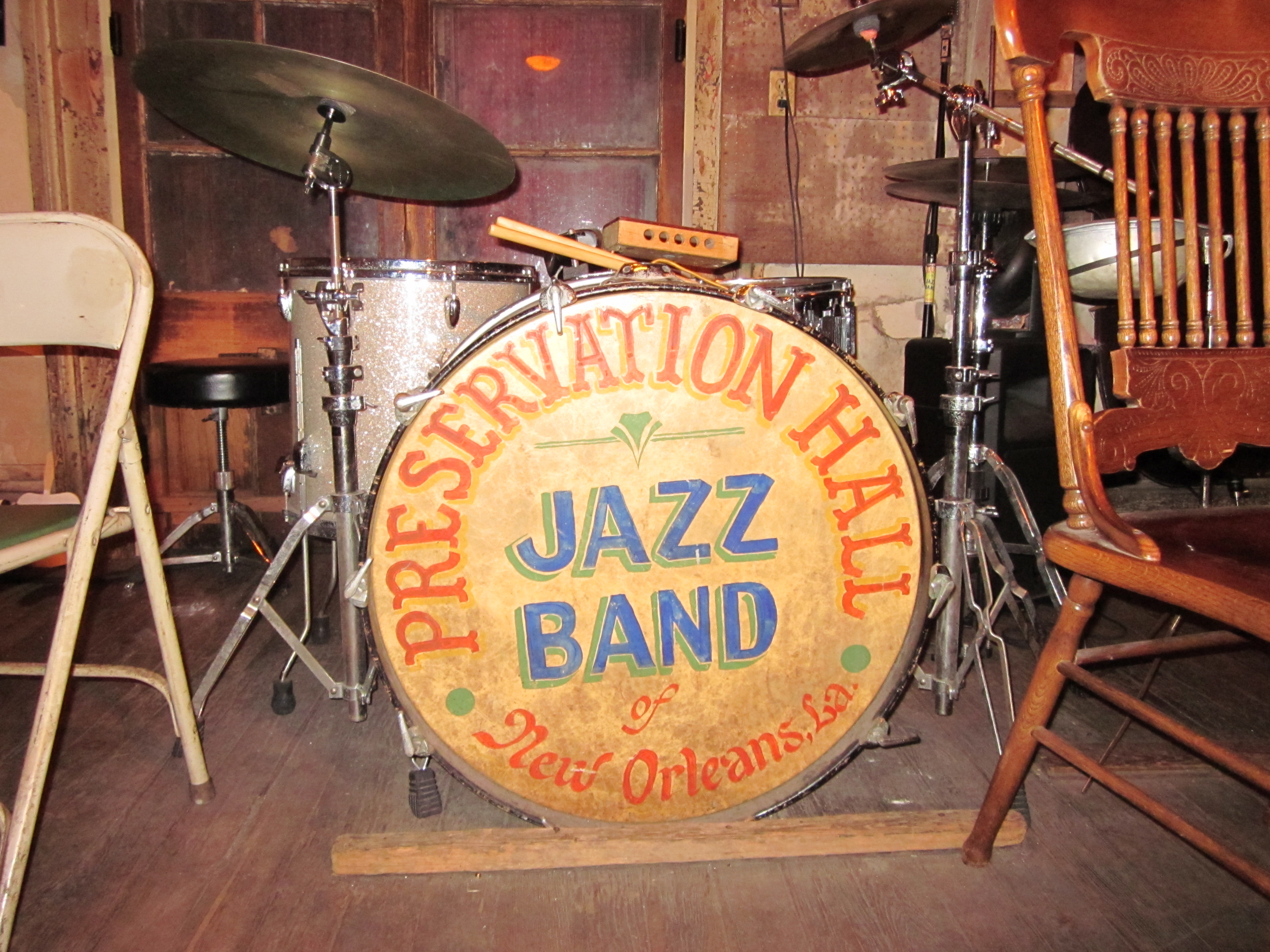

Va ser sobrenomenada «Bell Gal» perquè portava un casquet vermell i una lligacama amb cascavells que sonaven amb la seva música. Va aparèixer a la portada de la revista Glamour i se'n va parlar en publicacions als Estats Units i Europa. Va fer una gira amb la Preservation Hall Jazz Band a nivell nacional i internacional, incloent una estada a Disneyland el 1963.
Malgrat la popularitat que va adquirir en concerts i aparicions a l'estranger, Barrett sempre es va sentir més còmoda a Nova Orleans, especialment al barri francès. El 1963, al seu àlbum The Bell Gal and Her Dixieland Boys Music, Barrett canta en quatre de les vuit cançons i encapçala dos grups alhora. S'acompanya del músic de banjo Emanuel Sayles, el baixista Placide Adams i el bateria Paul Barbarin, i quatre cançons inclouen el trompetista Alvin Alcorn, el trombonista Jim Robinson i el clarinetista Louis Cottrell, Jr.; els quatre números restants tenen el trompetista Don Albert, el trombonista Frog Joseph i el clarinetista Raymond Burke. En general, aquest conjunt ofereix als oients una bona mostra del so del jazz de Nova Orleans cap al 1963.
La Preservation Hall Jazz Band va fer una breu aparició a la pel·lícula de 1965 The Cincinnati Kid, que presentava a Barrett com a vocalista i pianista de la banda.
El 1967 va sofrir un ictus, però va continuar treballant, i ocasionalment gravant. Va tocar fins a la seva mort, el 1983, a l'edat de 85 anys.

## Discografia
| Any  | Títol                                                                  | Gènere | Segell discogràfic |
| ---- | ---------------------------------------------------------------------- | ------ | ------------------ |
| 1968 | Sweet Emma Barrett And Her Original Tuxedo Jazz Band At Dixieland Hall | Jazz   | Riverside          |
| 1964 | Sweet Emma Barrett and Her Preservation Hall Jazz Band                 | Jazz   | Preservation Hall  |
| 1963 | Sweet Emma Barrett and Her New Orleans Music                           | Jazz   | Southland          |
| 1961 | The Bell Gal and Her Dixieland Boys                                    | Jazz   | Riverside          |
| 1960 | Sweet Emma                                                             | Jazz   | Riverside          |